# Washington (Illinois)
Pour les articles homonymes, voir Washington.
Washington est une ville de l'Illinois aux États-Unis.